# 拉爾夫·英格索·洛克伍德
拉爾夫·英格索·洛克伍德（Ralph Ingersoll Lockwood；1798年格林尼治—1855年紐約市）是美國政治作家、律師和小說家。洛克伍德是1838年136位曾共同聯署向國會提交版權和知識產權事宜的其中一人。他還以「史密斯先生」（Mr. Smith）作為筆名來撰寫故事。

## 著作

### 小說
- [叛亂分子]. Philadelphia：Carey, Lea and Blanchard. 1835.[5]
- [玫瑰拉瓦爾].

### 政治著作
- [對共和黨人與紐約州、賓夕法尼亞州和弗吉尼亞州的人民，有關總統府的地址].

### 法律作品
- [對所有在法律和公平性上被爭議和扭轉的案例的分析和實踐概要：在1799年至1847年期間紐約州於法院被糾正錯誤的彙編：以案件的名稱和標題的表格].
- [關於國家破產法的論文].
- Ralph Ingersoll Lockwood; John Edward Bright; Edward Jacob and R S Donnison Roper.  [關於丈夫和妻子的法律的論述：作為尊重財產：部分建立在羅珀的論文，並包括雅各布的筆記和添加].